# Roberta Martin
Roberta Evelyn Martin mais conhecida como Roberta Martin (Condado de Phillips, Arkansas, Estados Unidos em 12 de fevereiro de 1907) foi uma compositora, cantora, pianista, arranjador e organizadora de coral da Música gospel americana, ajudou a lançar as carreiras de muitos artistas gospel outros através de seu grupo, The Roberta Martin Singers.

## Morte
Bem conhecido na comunidade Africano-Americana, seu funeral, em Chicago, em 1969, atraiu mais de 50 mil enlutados